# Zapping time
El zapping time (també conegut com a zap time) és el temps que transcorre entre que l'usuari prem un botó del comandament per canviar de canal, i la imatge del nou canal és mostrat correctament a la pantalla del televisor, juntament amb l'àudio que li correspont.
Aquest efecte està present en tots els sistemes de televisió, però cal fer-hi especial èmfasi en la televisió digital en general, i la IPTV en particular, on els seus efectes poden ser més notables i afectar la qualitat de l'experiència visual (QoE).

## Factors
En el procés de canvi de canal en la IPTV intervenen múltiples factors que afecten al retard en la visualització de la nova imatge. Aquests és un dels punts més estudiat en la IPTV però cal tenir present d'altres mesures en aquest sistema.
Els factors que produeixen el retard en el procés de canvi de canal es poden agrupar en tres grans grups en funció de quina part del sistema els provoca. Així tenim els retards deguts a la xarxa de telecomunicacions, retards en l'adquisició MPEG i retards en l'emmagatzemament i decodificació en el set-top box.

### Factors de la xarxa
En la xarxa de telecomunicacions es produeixen un seguit de retards que afecten de forma important en el temps de canvi de canal en la IPTV. Dins d'aquest grup es poden diferenciar:
- Xarxa d'accés: degut al processament de dades o a retards de propagació.

1. El set-top box ha d'alliberar el canal que estigui emetent en un determinat instant per unirse al nou canal desitjat a través del protocol d'intercanvi de dades IGMP.
2. DSLAM: parar el canal actual per començar amb el nou canal.# element 3
3. Retards segons la versió utilitzada del protocol IGMP.

- Xarxa troncal: retards deguts a l'encaminament de paquets a través de la xarxa troncal (commutació de paquets, lectura de capçaleres...).

Els temps de retard a causa de la xarxa són força variables i dependran, a més, de la connexió a la xarxa troncal de què disposi l'usuari. Tot i així, aquests retard no afecten de forma considerable en el retard global (50 - 200 ms) i es poden reduir augmentant la QoS per tal d'assegurar una mínima latència de la xarxa, reduir la taxa de pèrdua de paquets...

### Factors d'adquisició MPEG
La descodificació dels frames MPEG rebuts a través de la xarxa també produeix uns retards importants que cal considerar. Aquests retards afecten a tota transmissió de televisió digital i també en la IPTV. Els més destacats són:
- Analitzar les dades contingudes en la informació específica de programa (PSI):

1. Esperar i analitzar la Program Association Table (PAT).
2. Esperar i analitzar la Program Map Table (PMT).

- Obtenir les claus d'accés condicional (ECM) per poder desencriptar el nou canal: esperar els ECMs que estan continguts dins la PMT: de 100 a 500 ms.
- Obtenir el frame d'inicialització MPEG (I-Frame).

1. Un I-Frame per GOP (grup d'imatges).
2. Freqüència típica dels I-Frame: 500 ms.
3. Un grup d'imatges massa llarg pot estalviar amplada de banda de transmissió, però causa un augment del temps de latència en el canvi de canal.

### Retards Set-top box
En el set-top box es produeixen també retard en el procés d'emmagatzematge dels frames rebuts i en la descodificació de dades rebudes. Cal tenir en compte:
- Emmagatzament MPEG: s'utilitza un model d'emmagatzematge on cal esperar que el buffer s'ompli abans de descodificar. Això comporta retards addicionals de 750ms a 2s.
- Retard de descodificació: en el procés de descodificació es perden uns 50 ms.

## Càlcul del zapping time
La taula següent mostra un exemple del còmput del zapping time en un sistema IPTV DSL. Els valors són aproximats però són útils per fer-se una idea de la problemàtica que pot ocasionar aquest fet.
|    | Factor retard en el zapping time        | Sistema/Localització | Retard típic   | Retard acumulat |
| -- | --------------------------------------- | -------------------- | -------------- | --------------- |
| 1  | Envia IGMP per deixar el canal 1        | STB                  | < 10 ms        |                 |
| 2  | Envia IGMP per unirse al canal 2        | STB                  | < 10 ms        |                 |
| 3  | DSLAM deixa el canal 1                  | DSLAM/Network        | < 10 ms        |                 |
| 4  | DSLAM connecta al canal 2               | DSLAM/Network        | < 10 ms        | ~ 20 - 40 ms    |
| 5  | DSLAM para el canal 1, envia el canal 2 | DSLAM/Network        | ~ 30 – 50 ms   | ~ 50 – 90 ms    |
| 6  | DSL (FEC/Entrellaçat)                   | DSLAM/Network        | ~ 10 ms        | ~ 60 - 100 ms   |
| 7  | Retard xarxa troncal                    | Router/Network       | ~ 20 – 60ms    | ~ 80 – 160ms    |
| 8  | De-jitter buffer                        | STB                  | ~ 300 ms       | ~ 380 - 460 ms  |
| 9  | Esperar per la PAT/PMT                  | STB MPEG buffer      | ~ 125 ms       | ~ 500 - 580 ms  |
| 10 | Esperar ECM/CA                          | STB MPEG buffer      | ~ 125 ms       | ~ 620 - 700 ms  |
| 11 | Esperar I-frame                         | STB MPEG buffer      | ~ 250 ms to 2s | ~ 870 ms – 2.7s |
| 12 | MPEG buffer                             | STB MPEG buffer      | ~ 1s to 2s     | ~ 1.8s – 4.7s   |
| 13 | Decodificar                             | STB                  | ~ 50ms         | ~ 1.9s – 4.8s   |

## Temps zapping típics
Aquests són alguns dels retards típics entre els canvis de canal per a diferents sistemes de televisió actuals. Podem veure com el cas de la IPTV és un dels que es veu més afectat per aquest factor:
- Televisió analògica per cable: aproximadament 1 segon.
- Televisió analògica per aire: d'1 a 3 segons.
- Televisió digital (MPEG2 sobre QAM): de 1.2 a 3 segons.
- Televisió digital (MPEG2 sobre QPSK): de 2 a 4 segons.
- IPTV (MPEG2): de 1.5 a 3.5 segons.
- IPTV (H.264): de 1.7 a 4 segons.